# Crónica (diario argentino)
Crónica es un diario matutino argentino editado en la Ciudad de Buenos Aires, fundado el 29 de julio de 1963, fundado por Héctor Ricardo García, creador de Crónica TV y CM, el canal de la música. Es propiedad del Grupo Crónica.

## Historia
El diario inició su circulación en 1963, en primera instancia como vespertino de lunes a sábado (sus ediciones eran la 5a. y la 6a. como era la usanza en aquel entonces). Al poco tiempo se añadió una edición matutina, pasando a editarse los siete días de la semana. La edición vespertina dejaría de editarse los sábados durante los años 90 mientras que a mediados de la década del 2000, el Crónica pasaría a aparecer únicamente en las mañanas.
En cierto modo fue heredero del histórico vespertino Crítica, pionero de la prensa popular argentina que por aquellos días había cerrado, por lo que gran parte de la redacción fue heredado de la ya extinta publicación. Si bien el estilo sensacionalista (y políticamente neutral) del diario al principio estaba calcado del Crítica, para finales de la década de 1970 se había adoptado un estilo más fuerte, similar al encontrado en varios diarios caribeños, en parte como respuesta a la competencia del Diario Popular, lanzado a fines de 1974. En palabras de García, "Hacía falta un diario estridente, con grandes letras en la primera página con titulares muy fuertes al estilo de los diarios centroamericanos, porque los nuestros eran muy tranquilos". El Crónica había sido clausurado por más de un año por el gobierno de Isabel Perón debido a una nota de primera página que instaba a la población a presionar al gobierno a retomar las islas Malvinas.
En 1975 tenía una tirada de 800 mil ejemplares en sus ediciones diarias. Durante la dictadura militar que se inició en 1976 la censura se extendió a los principales medios del país, el 21 de abril de 1978 dos decretos prohibían la circulación, distribución y venta de los diarios durante tres días por haber informado que el dictador Jorge Videla sería designado presidente por un nuevo período. La dictadura militar clausuraba de manera simultánea los diarios Crónica y La Opinión.
Algunas frases de Héctor Ricardo García son:

Nosotros nunca editorializamos, no vendemos ni ideas ni análisis. Vendemos la realidad

El diario y yo pertenecemos a una única ideología: la del Partido Periodista

La mejor definición la hacen las agencias de noticias norteamericanas. Cuando mandan un cable encabezan diciendo “el diario populista argentino Crónica…”

### Tirada
Es uno de los diarios de mayor tirada en el país. En 2006 tuvo una tirada diaria de 58.432 ejemplares.

## Medios

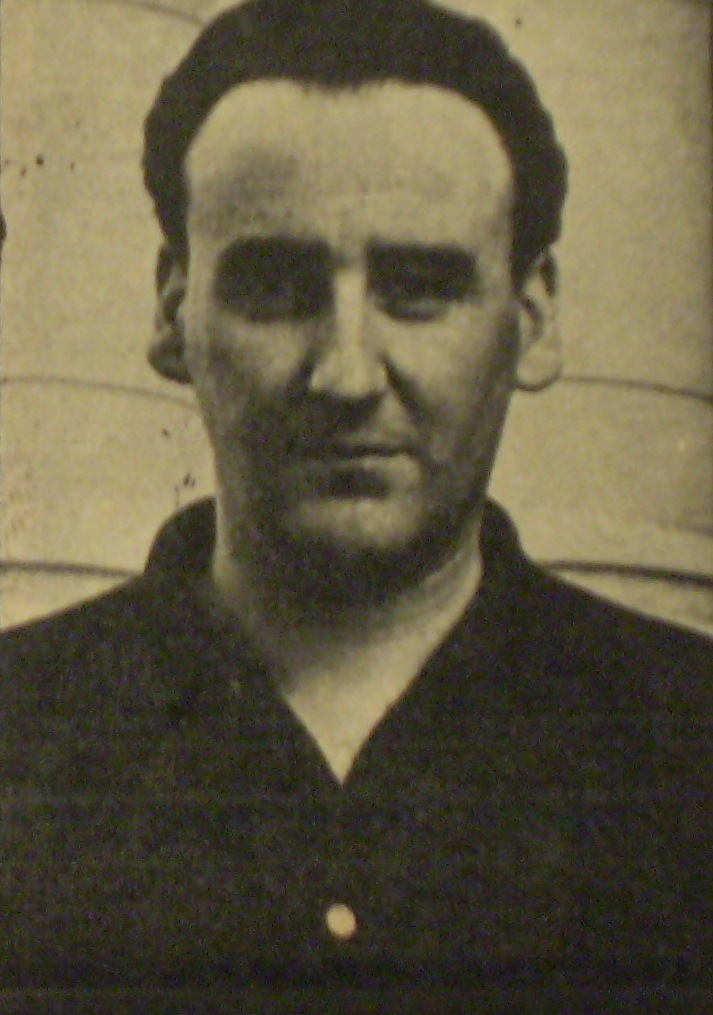
Héctor Ricardo García

#### Canales nacionales
Estos son los canales nacionales del Grupo Crónica, son las señales de Buenos Aires.
| Nombre                                   | Programación       | Fundación               | Canales |
| ---------------------------------------- | ------------------ | ----------------------- | ------- |
| Bravo TV El canal de la gente            | Canal de aire.     | 14 de marzo de 2022     |         |
| Canal 10 (Mar del Plata) A tu lado       | Canal de aire.     | 22 de noviembre de 1965 |         |
| Crónica Televisión Firme junto al pueblo | Canal de noticias. | 3 de enero de 1994      |         |
| CM El canal de la música                 | Canal de música.   | 1 de abril de 1996      |         |

## Diagramación
Suele poseer dos secciones principales, una de información general y otra de deportes, ambas con similar cantidad de páginas.
En la portada se encuentran los temas más importantes del diario de manera impactante, la noticia principal esta ilustrada con una foto que cubre más de un tercio de la portada, y sobre ella se acostumbra a poner el título en grandes letras, normalmente rojas o negras, debajo de la noticia se publica una segunda noticia, ilustrada con foto y letras de menor tamaño, agrupadas en el margen derecho aparecen las demás noticias, además a ambos lados del título del diario también son incluidas noticias, generalmente menos importantes, pero más llamativas. Finalmente, cuenta en el borde inferior y en pequeñas letras amarillas, con fondo negro, el anticipo del un segmento denominado “La pavada”.

## Diseño
El tipo de letra que se utiliza concuerda con la diagramación. El título de la noticia se escribe en grandes letras en negrita.
La ironía, a veces es presentada en los títulos del diario, sobre todo en el suplemento deportivo. 
Crónica utiliza muchas veces el recurso de mostrar información construida de una manera, con una combinación que es destinada a entretener. 
Las imágenes que se usan son generalmente impactantes.
Desde que Olmos pasó a estar a cargo de la editorial el diseño del diario buscó ser un tanto más "serio", ya que el estilo popular hacía que mucha gente no considerara al diario como buena fuente de información. Para lograr esto en la actualidad, presenta noticias políticas más ampliadas, con cierta carga ideológica, pero sigue sin tener editorial.
En cierto modo, tanto Clarín y Crónica trataron en imitar al desaparecido diario Crítica, y con ello ganarse la clientela popular.

## Secciones
- Política y gremiales (privilegiando el ámbito de Capital Federal y la actividad sindical)
- Economía (muy básica con términos fáciles de entender)
- Deportes (prevaleciendo las noticias de fútbol argentino)
- Información General
- Noticias del Mundo
- Policiales
- Espectáculos
- La Pavada: es un tradicional segmento que se publica en la contraportada del diario y donde se difunden banalidades  del mundo del espectáculo, como el índice de audiencia, o escándalos entre mediáticos de la TV.[10]
- El pueblo quiere opinar (cartas de lectores)

## Propietarios
- 1963-2005: Héctor Ricardo García
- 2005-presente: Grupo Crónica